# Lijst van spelers van Hamburger SV
Deze lijst bevat voetballers die bij de Duitse voetbalclub Hamburger SV spelen of gespeeld hebben. De namen zijn alfabetisch gerangschikt.

## A
- Mathias Abel
- Wilhelm Abramczyk
- Stephan Ambrosius
- Eddi Adamkiewicz
- Otto Addo
- René Adler
- Rudi Agte
- Joël Agyekum
- Ailton
- Jörg Albertz
- Alex Silva
- Faride Alidou
- Batuhan Altıntaş
- Almami Moreira
- Xavier Amaechi
- Otto Amann
- Jørn Andersen
- Roda Antar
- Dennis Aogo
- Özcan Arkoç
- Fiete Arp
- Ahmet Arslan
- Tolgay Arslan
- Thimothée Atouba

## B
- Christof Babatz
- Markus Babbel
- Jörg Bach
- Alexander Bade
- Milan Badelj
- Nils Bahr
- Harry Bähre
- Riccardo Baich
- Fabio Baldé
- Holger Ballwanz
- Ralf Balzis
- Sergej Barbarez
- Peter Barfuß
- Karsten Bäron
- Lars Bastrup
- David Bates
- Michael Baur
- Franz Beckenbauer
- Peter Beckmann
- Dick Been
- Herbert van Been
- Uwe Beginski
- Hanno Behrens
- Ali Beier
- Dietmar Beiersdorfer
- Uwe Bein
- Stefan Beinlich
- Maximilian Beister
- László Bénes
- Änis Ben-Hatira
- Collin Benjamin
- Marcus Berg
- Walter Berg
- Besart Berisha
- Horst Bertl
- Sören Bertram
- Muhamed Bešić
- Marinus Bester
- Walter Betz
- Jordan Beyer
- Siegfried Beyer
- Oliver Bierhoff
- Filip Bilbija
- Ole Bjørnmose
- Horst Blankenburg
- Thomas Bliemeister
- Wilhelm Blunk
- Jérôme Boateng
- Jens Bochert
- Jörg Bode
- Stefan Böger
- Karl Bohn
- Alfred Boller
- August Bomberg
- Heinz Bonn
- Walter Borck
- Uwe Bormann
- Rolf Börner
- Khalid Boulahrouz
- Fritz Boyens
- Walter Brauer
- Mišo Brečko
- Dieter Brefort
- André Breitenreiter
- Ignace Van der Brempt
- Hans Brenning
- Bernd Bressem
- Ludwig Breuel
- Fabian Bröcker
- Florian Brügmann
- Jeffrey Bruma
- Ralf Brunnecker
- Ivan Buljan
- Hans Jörg Butt

## C
- Hakan Çalhanoğlu
- Paul Caligiuri
- Rodolfo Cardoso
- Otto Carlsson
- Gustav Carstens
- Romeo Castelen
- Giorgi Chakvetadze
- Maxim Choupo-Moting
- Macauley Chrisantus
- Kim Christensen
- Christian Claaßen
- Francisco Copado
- Alexandru Curtianu
- Ryszard Cyroń

## D
- Martin Dahlin
- Detlev Dammeier
- Philo Danek
- Volker Danner
- Jonas David
- Horst Dehn
- Jacek Dembiński
- Guy Demel
- Kerem Demirbay
- Holger Dieckmann
- Dennis Diekmeier
- Lothar Dittmer
- Johan Djourou
- Thomas Doll
- Jean-Luc Dompé
- Bernd Dörfel
- Charly Dörfel
- Friedo Dörfel
- Richard Dörfel
- Heinz Dorn
- Pavel Dotchev
- Douglas Santos
- Jens Dowe
- Tommy Doyle
- Werner Dreßel
- Jürgen Dringelstein
- Josip Drmić
- Jaroslav Drobný
- Rick van Drongelen
- Jeremy Dudziak
- Hans-Georg Dulz
- Jens Duve
- Borislav Đorđević

## E
- Erich Ebeling
- Armin Eck
- Uwe Eckel
- Kurt Eigl
- Albin Ekdal
- Daniel Elfadli
- Eljero Elia
- Emerson
- Fabian Ernst
- Karl Ernst
- Reinhold Ertel
- Buffy Ettmayer
- Ewerton

## F
- Benny Feilhaber
- Adrian Fein
- Herbert Feltz
- Hugo Fick
- Mario Fillinger
- Andree Fincke
- Willy Firsbach
- Andreas Fischer
- Jens-Peter Fischer
- Hans Flohr
- Klaus Fock
- Michael Frech
- Klaus Freese
- Jakob Friis-Hansen
- Rolf Fritzsche
- Torsten Fröhling
- Milan Fukal
- Jan Furtok

## G
- Willi Giesemann
- Gert Girschkowski
- Klaus Gjasula
- Robert Glatzel
- Otto Globisch
- Walter Gloede
- Richard Golz
- Willi Gornick
- Werner Gorska
- Bernd Gorski
- Dimitrios Grammozis
- Thomas Gravesen
- Michael Gravgaard
- Rudolf Greifenberg
- Fritz Gröbner
- Jürgen Groh
- Christian Groß
- Karl Grote
- Martin Groth
- Vanja Grubač
- Pepi Gruber
- Heinz Gründel
- Paolo Guerrero
- Hans-Peter Gummlich
- Özkan Gümüs
- Jan Gyamerah

## H
- Leonhard Haas
- Dennis Hadzikadunic
- André Hahn
- Uwe Hain
- Alen Halilovic
- Holger Haltenhof
- Asbjørn Halvorsen
- Oliver Hampel
- Allan Hansen
- Werner Harden
- Tull Harder
- Henning Hardt
- Martin Harnik
- Arthur Hartmann
- Jürgen Hartmann
- Jimmy Hartwig
- Vahid Hashemian
- Horst Heese
- Silvan Hefti
- Hans Heibach
- Ogechika Heil
- Marek Heinz
- Hans-Jürgen Hellfritz
- Stéphane Henchoz
- Rouwen Hennings
- Günter Hentzschel
- Peter Hermann
- Ingo Hertzsch
- Wolfgang Hesl
- Daniel Heuer
- Peter Hidien
- Holger Hiemann
- Holger Hieronymus
- Thomas Hillenbrand
- Kurt Hinsch
- Lukas Hinterseer
- Thomas Hinz
- Andreas Hirzel
- Vyatcheslav Hleb
- Dieter Hochheimer
- Norbert Hof
- Werner Höffmann
- Christian Hofmeister
- Karl-Heinz Höger
- Herbert Holdt
- Lewis Holtby
- Bernd Hollerbach
- Tobias Homp
- Franz-Josef Hönig
- Nico Jan Hoogma
- Franz Horn
- Egon Horst
- Jörg Hoßbach
- Horst Hrubesch
- Petar Hubchev
- Peter Hümpel
- Aaron Hunt
- Hee-chan Hwang

## I
- Gerhard Ihns
- Saša Ilić
- Ivo Iličević
- Kevin Ingreso
- Tatsuya Ito
- Valdas Ivanauskas

## J
- Lars Jacobsen
- Uwe Jähnig
- Ditmar Jakobs
- Paul Janes
- Vasilije Janjičić
- Marcell Jansen
- Arthur Janz
- David Jarolím
- Bakery Jatta
- Jean
- Rudolf Jennewein
- Faxe Jensen
- Allan Jepsen
- Siegfried Jessen
- Ralph Jester
- Petr Jiráček
- Marko Johansson
- Nigel de Jong
- Gideon Jung
- Willy Jürissen
- Sascha Jusufi

## K
- Gojko Kačar
- Eugen Kahl
- Manfred Kaltz
- Wolfgang Kampf
- Rudi Kargus
- Adam Karabec
- Markus Karl
- Andreas Karow
- Manfred Kastl
- Noah Katterbach
- Mikkel Kaufmann
- Kevin Keegan
- Ferdinand Keller
- Marcel Ketelaer
- Rasoul Khatibi
- Jochen Kientz
- Niclas Kindvall
- David Kinsombi
- Sascha Kirschstein
- Sergey Kiryakov
- Sonny Kittel
- Richard Kitzbichler
- Fred Klaus
- Franz Klepacz
- Herbert Klette
- Gerd Klier
- Stephan Kling
- René Klingbeil
- Josef Klos
- Werner Kloth
- Tobias Knost
- Sven Kmetsch
- Carsten Kober
- Arthur Koch
- Michael Koch
- Mats Köhlert
- Thorsten Kohn
- Jupp Koitka
- Walter Kolzen
- Vincent Kompany
- Ransford-Yeboah Königsdörffer
- Filip Kostić
- Marco Kostmann
- Michael Kostner
- Niko Kovač
- Marijan Kovačević
- Vladimir Kovacic
- Elijah Krahn
- Dieter Kramer
- Hans Krämer
- Werner Krämer
- Walter Krause
- Hans-Werner Kremer
- Ernst Kreuz
- Peter Krobbach
- Claus-Dieter Kröger
- Hans Krohn
- Lothar Kröpelin
- Thomas Kroth
- Gerd Krug
- Manfred Krüger
- Benjamin Kruse
- Erwin Kubal
- Johannes Kubsch
- Marko Kück
- Mustafa Kučuković
- Timo Kunert
- Jürgen Kurbjuhn
- Heiko Kurth
- Erich Kutter
- Moritz-Broni Kwarteng

## L
- Alexander Laas
- Fritz Laband
- Léo Lacroix
- Bruno Labbadia
- Robert Labus
- Zhi Gin Lam
- Hans Lang
- Sebastian Langkamp
- Pierre-Michel Lasogga
- Thomas Lässig
- Walter Laubinger
- Benjamin Lauth
- Cristian Ledesma
- Tim Leibold
- Boris Leschinski
- Yordan Letchkov
- Timo Letschert
- Heinz Libuda
- Karl-Heinz Liese
- Danijel Ljuboja
- Reinhard Löffler
- Peter Lübeke
- Oliver Lüttkenhaus
- Peter Lux

## M
- Uwe Mackensen
- Felix Magath
- Mehdi Mahdavikia
- Carl-Heinz Mahlmann
- Marcel Maltritz
- Michael Mancienne
- Orel Mangala
- Marcus Marin
- Hans Martens
- Jörg Martin
- Alexander Martinek
- Michael Mason
- Andreas Mate
- Christian Mathenia
- Joris Mathijsen
- Waldemar Matysik
- Ronald Maul
- Elmar May
- Mergim Mavraj
- Mark McGhee
- Adedire Mebude
- Jonas Meffert
- Omar Megeed
- Alexander Meier
- Erik Meijer
- Jochen Meinke
- Robin Meißner
- Erich Melkonian
- Caspar Memering
- Andreas Merkle
- Tom Mickel
- William Mikelbrencis
- Jürgen Milewski
- Benno Möhlmann
- Michael Molata
- Björn Moldenhauer
- Oliver Möller
- Javi Montero
- Christoph Moritz
- Hans-Werner Moser
- Émile Mpenza
- Nicolai Müller

## N
- Tibor Nadj
- Valmir Nafiu
- Dániel Nagy
- Nando
- Khaled Narey
- Marcel Ndjeng
- Klaus Neisner
- András Németh
- Sven Neuhaus
- Thiago Neves
- Friedrich Niemann
- Ruud van Nistelrooy
- Rudolf Noack
- Edgar Nobs
- Peter Nogly
- Helmut Nordhaus
- Christian Nørgaard

## O
- Vadis Odjidja-Ofoe
- Mirosław Okoński
- Masaya Okugawa
- Ivica Olić
- Nicolas Oliveira
- Amadou Onana
- Aaron Opoku
- Frank Ordenewitz
- Elard Ostermann
- Berkay Özcan
- Levin Öztunali

## P
- Waldomir Pacheco
- Andrej Panadić
- Kyriakos Papadopoulos
- Juhani Peltonen
- Ralph Pendorf
- Mladen Petrić
- Lucas Perrin
- Immanuel Pherai
- Erwin Piechowiak
- Martin Pieckenhagen
- Jonathan Pitroipa
- Gerard Plessers
- Hans-Günther Plücken
- Joel Pohjanpalo
- Manfred Pohlschmidt
- Karl Politz
- Julian Pollersbeck
- Finn Porath
- Lukasz Poręba
- Jupp Posipal
- Robertas Poškus
- Robert Pötzschke
- Roy Präger
- Mladen Pralija
- Gerrit Pressel
- Anton Putsila

## R
- Matheo Raab
- Hans-Heinrich Radbruch
- Christian Rahn
- Slobodan Rajković
- Guilherme Ramos
- Hans Rave
- Willi Reimann
- Matthias Reincke
- Bastian Reinhardt
- Erwin Reinhardt
- Andreas Reinke
- Ludovit Reis
- Uwe Reuter
- Marco Richter
- Rudolf Rieck
- Marko Riegel
- Siegfried Riemann
- Tomás Rincón
- Hans-Jürgen Ripp
- Walter Risse
- Frank Rohde
- Maximilian Rohr
- Rolf Rohrberg
- Peter Rohrschneider
- Otto Rohwedder
- Wolfgang Rolff
- Bernardo Romeo
- Matthias Rose
- Alexander Røssing-Lelesiit
- Frank Rost
- David Rozehnal
- Artjoms Rudņevs
- Karl Rullig
- Werner Rusche

## S
- Marek Saganowski
- Emir Sahiti
- Kosi Saka
- Gotoku Sakai
- Jacopo Sala
- Hasan Salihamidžić
- Sejad Salihović
- Sidney Sam
- Jairo Samperio
- Helmut Sandmann
- Jan Sandmann
- Tom Sanne
- Boubacar Sanogo
- Andreas Sassen
- Werner Schadly
- Paul Scharner
- Bernhard Scharold
- Dieter Schatzschneider
- Louis Schaub
- Walter Schemel
- Karl Schicker
- Emil Schildt
- Sven Schipplock
- Günter Schlegel
- Björn Schlicke
- Hellmut Schmeißer
- Walter Schmerbach
- Michael Schmidt
- Volker Schmidt
- Frank Schmöller
- Karl Schneider
- René Schneider
- Horst Schnoor
- Stefan Schnoor
- Willi Schnurstein
- Mathias Schober
- Sebastian Schonlau
- Hubert Schöll
- Markus Schopp
- Michael Schröder
- Bernd Schuhmann
- Hans Schulz
- Kai-Fabian Schulz
- Willi Schulz
- Markus Schupp
- Rolf Schwartau
- Erhard Schwerin
- Dieter Seeler
- Erwin Seeler
- Uwe Seeler
- Jürgen Seifert
- Jochen Seitz
- Davie Selke
- Günter Selke
- Eren Sen
- Anssi Suhonen
- Stefan Siedschlag
- Hans-Wilhelm Sikorski
- Josip Šimunić
- Khalid Sinouh
- Per Skjelbred
- Lasse Sobiech
- Erik Soler
- Otto Sommer
- Son Heung-Min
- Juan Sorín
- Lennard Sowah
- Hans-Jürgen Sperlich
- Marcel Speyer
- Michael Spies
- Detlef Spincke
- Harald Spörl
- Heinz Spundflasche
- Walter Staats
- Otto Stange
- Hubert Stapelfeldt
- Tom Starke
- Jürgen Stars
- Kai Steffen
- Arno Steffenhagen
- Holger Stein
- Uli Stein
- Matti Steinmann
- Daniel Stendel
- Miroslav Štěpánek
- Janek Sternberg
- Thomas Stratos
- Oliver Straube
- Dieter Strauß
- Albert Streit
- Christian Streit
- Florian Stritzel
- Klaus Stürmer
- Anssi Suhonen
- Karl Sveistrup

## T
- Jonathan Tah
- Naohiro Takahara
- Charles Takyi
- Mickäel Tavares
- Simon Terodde
- Robert Tesche
- Klaus Theiss
- Gökhan Töre
- Tunay Torun
- Stig Tøfting
- Marek Trejgis
- Heinz Trenkel
- Piotr Trochowski

## U
- Tomáš Ujfaluši
- Sven Ulreich
- Soner Uysal

## V
- Josha Vagnoman
- Rafael van der Vaart
- Daniel Van Buyten
- Thomas Vogel
- Claus Vogler
- Rudi Voigtmann
- Georg Volkert
- Walter Volkert
- Thomas von Heesen
- Mario Vušković

## W
- Herbert Waas
- Stefan Wächter
- Gerd Wagner
- Walace
- Luca Waldschmidt
- Arthur Warnecke
- Walter Warning
- Manfred Wasner
- Paul Weber
- Dirk Weetendorf
- Carsten Wehlmann
- Bernd Wehmeyer
- Florian Weichert
- Marco Weißhaupt
- August Werner
- Heinz Werner
- Jürgen Werner
- Heiko Westermann
- Raphaël Wicky
- Otto Wiesbröcker
- Klaus Winkler
- Manuel Wintzheimer
- Sven Wittfot
- Dieter Wöbcke
- Dirk Wojewsky
- Paweł Wojtala
- Herbert Wojtkowiak
- Peter Woldmann
- Günther Wolf
- Raphael Wolf
- Walter Wollers
- Bobby Wood
- Eduard Wolpers
- Peter Woodring
- Peter Wulf
- Wolfram Wuttke

## Y
- Tony Yeboah
- Mahmut Yilmaz

## Z
- Klaus Zaczyk
- Martin Zafirov
- Fritz Zahn
- Sergio Zárate
- Zé Roberto
- Andreas Zeyer
- Mohamed Zidan
- Daniel Ziebig
- Heinrich Ziegenspeck
- Reto Ziegler
- Jacques Zoua
- Valon Zumberi